# Korbinian Brodmann

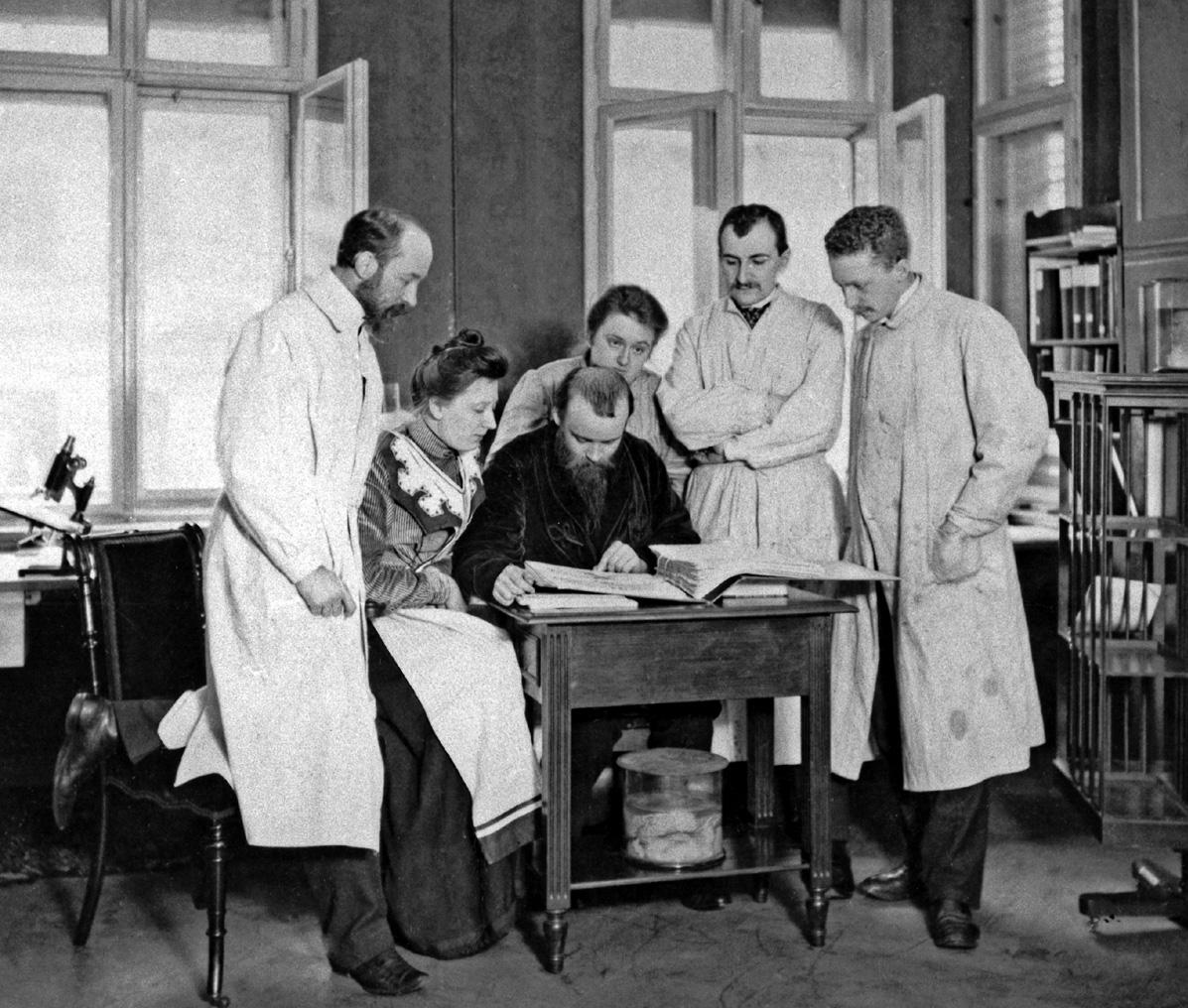
Korbinian Brodmann (pierwszy z lewej) w laboratorium Vogtów, około 1902 roku

Korbinian Brodmann (ur. 17 listopada 1868 w Liggersdorf, zm. 22 sierpnia 1918 w Monachium) – niemiecki lekarz neurolog, jeden z twórców cytoarchitektoniki ludzkiego mózgu, najbardziej znany z podziału kory mózgu na 47 pól (nazwanych później polami Brodmanna).

## Życiorys

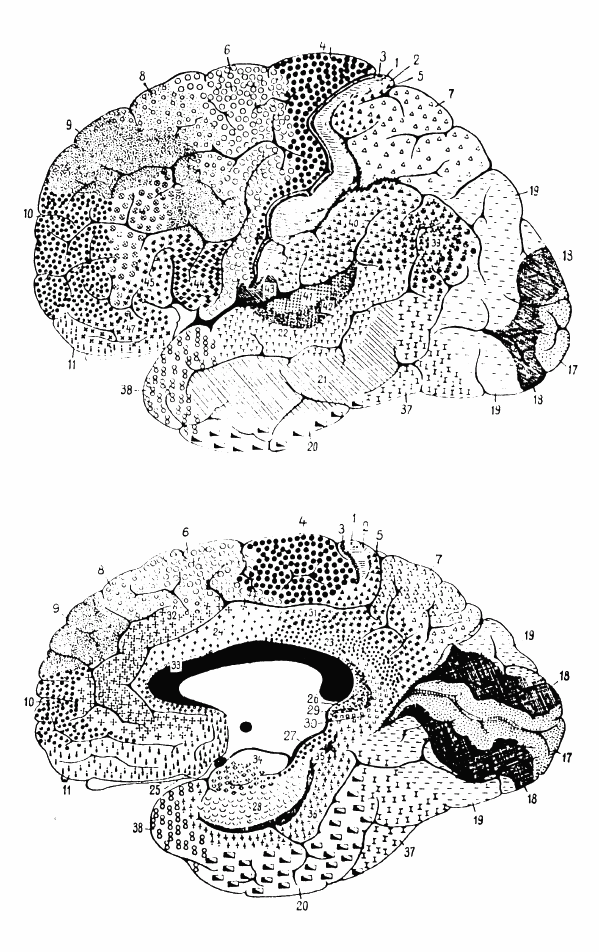
Mapy cytoarchitektoniczne Brodmanna

Urodził się w 1868 roku w Liggersdorf. Jego rodzicami byli rolnik Joseph Brodmann (1834–?) i jego żona Sophie z domu Benkler (1842–1887). Miał starszą siostrę Verenę, zamężną Bosch (1866–1939). Uczęszczał do szkoły elementarnej w rodzinnej miejscowości, następnie uczył się przez dwa lata w szkole w Überlingen, przez rok w gimnazjum w Sigmaringen i kolejne sześć lat w gimnazjum w Konstancji. Latem 1889 otrzymał świadectwo dojrzałości.
Studiował medycynę na Uniwersytecie Ludwika i Maksymiliana w Monachium, Uniwersytecie Juliusza i Maksymiliana w Würzburgu, Uniwersytecie Fryderyka Wilhelma w Berlinie oraz Uniwersytecie Albrechta i Ludwika we Fryburgu. Studia te ukończył w 1895 roku. Następnie studiował za granicą, w Lozannie, po czym wrócił do Monachium i w tamtejszej klinice uczył się psychiatrii u Grasheya. W 1896 podjął pracę asystenta w Klinice Neurologicznej w Alexanderbad u Oskara Vogta. Pod jego wpływem postanowił skoncentrować się na neurologii. W 1898 roku doktoryzował się w Lipsku po przedstawieniu pracy na temat „przewlekłego stwardnienia wyściółki” („chronische Ependymsklerose”).
Od marca 1898 do czerwca 1900 pracował jako lekarz asystent w Klinice Psychiatrycznej Uniwersytetu w Jenie u Ottona Binswangera, a potem, od lipca 1900 do sierpnia 1901, w Miejskim Przytułku dla Chorych Umysłowo we Frankfurcie u Emila Sioli, gdzie miał możliwość pracy z Alois Alzheimerem. Od sierpnia 1901 do października 1910 roku asystent w Instytucie Neurologii Uniwersytetu w Berlinie, jako asystent Oskara Vogta.
3 kwietnia 1917 ożenił się z Margarete Franke (1898–1918). W 1918 urodziła im się córka Ilse, późniejsza żona Joachima von Sanderslebena.
1 kwietnia 1918 został kierownikiem oddziału topograficzno-anatomicznego Instytutu w Monachium. Niedługo potem zachorował na zapalenie płuc, nieoczekiwanie powikłane posocznicą. Zmarł 22 sierpnia 1918. Pochowany został na cmentarzu w Forst. Wspomnienia o nim napisali Vogt, Spielmeyer, Schwartz, Fleischer, Kraepelin, Nissl, Holmgren i Cole
Opisywany był jako człowiek wszechstronnych zainteresowań, introwertyk. Vogt w prywatnej korespondencji wyjawił, że u Brodmanna rozpoznano (Gaupp, Knauer) paranoję.

## Dorobek naukowy
W 1909 ukazała się klasyczna praca Brodmanna Vergleichende Lokalisationslehre der Grosshirnrinde in ihren Prinzipien dargestellt auf Grund des Zellenbaues, w której zaproponował podział kory mózgowej na pola cytoarchitektoniczne. W 1925 ukazało się drugie wydanie tego dzieła; w 1985 reprint, a w 1994 pierwsze tłumaczenie na język angielski (Laurence Garey). Podział Brodmanna jest najpopularniejszym i stosowanym do dziś podziałem kory mózgowej, a wyróżnione w nim pola określa się jako pola Brodmanna.

## Prace
- Die Erblichkeitsfrage in der Neuropathologie; kritische Literaturübersicht. Zeitschrift für Hypnotismus 5, ss. 239-247, 1896/1897
- Ein Beitrag zur Kenntniss der chronischen Ependymsklerose. Leipzig: Metzger & Wittig, 1898
- Zur Methodik der hypnotischen Behandlung. Zeitschrift für Hypnotismus 6/7, ss. 1; 228; 266, 1897/1898
- Zusammenstellung der Literatur über Hysterie aus den Jahren 1896 und 1897. Zeitschrift für Hypnotismus 6/7, ss. 290; 172; 342, 1897/1898
- Neuritis ascendens traumatica ohne äussere Verwundung. Münchner Medizinische Wochenschrift 47, ss. 24–25 (1900)
  - to samo w: Deutsche Medizinische Wochenschrift 26, s. 189, 1900
- Kritischer Beitrag zur Symptomatologie der isolirten Serratuslähmung nebst Bemerkungen über die erwerbsschädigenden Folgen derselben[15]. 1900
- Die Anwendung des Polarisationsmicroscops auf die Untersuchung degenerirter markhaltiger Nervenfasern. Centralblatt für Nervenheilkunde und Psychiatrie 12, ss. 193-213, 1901
- Plethysmographische Studien am Menschen. Journal für Psychologie und Neurologie 1, ss. 10-71, 1902
- Bemerkungen zur Untersuchung des Nervensystems im polarisierten Lichte. „Journal für Psychologie und Neurologie” 2, ss. 211-213 (1903)
- Experimenteller und klinischer Beitrag zur Psychopathologie der polyneuritischen Psychose. „Journal für Psychologie und Neurologie” 1, s. 225, 1902/1903
- Beiträge zur histologischen Lokalisation der Grosshirnrinde; der Calcarinatypus. Journal für Psychologie und Neurologie 2, ss. 133-159, 1903
- Zur histologischen Lokalisation der Hirnrinde. Berliner klinische Wochenschrift 40, s. 1198, 1903
- Zur cytohistologischen Lokalisation der Sehsphäre. Münchner Medizinische Wochenschrift 50, s. 756, 1903
- Zur histologischen Lokalisation der menschlichen Grosshirnrinde. Allgemeine Zeitschrift für Psychiatrie 60, s. 926-931, 1903
- Der Calcarinatypus. „Journal für Psychologie und Neurologie” ss. 133-159, 1903/1904
- Beiträge zur histologischen Lokalisation der Grosshirnrinde; die Regio rolandica. Journal für Psychologie und Neurologie 2, ss. 79-107, 9 pl. 1903/1904
- Experimenteller und klinischer Beitrag zur Psychopathologie der polyneuritischen Psychose. Journal für Psychologie und Neurologie 3, ss. 1-48, 1904
- Bielschowsky M, Brodmann K. Zur feineren Histologie und Histopathologie der Grosshirnrinde. Journal für Psychologie und Neurologie 5, ss. 173-200, 1905
- Beiträge zur histologischen Lokalisation der Grosshirnrinde: dritte Mitteilung: Die Rindenfelder der niederen Affen. Journal für Psychologie und Neurologie 4, ss. 177–226, 1905
- Die Rindenfelder der niederen Affen. Journal für Psychologie und Neurologie 4, ss. 177-226, 1905
- Ueber den allgemeinen Bauplan des Cortex pallii bei den Mamaliern und zwei homologe Rindenfelder im besonderen; zugleich ein Beitrag zur Furchenlehre. Journal für Psychologie und Neurologie ss. 275-400, 1905/1906
- Der Riesenpyramidentypus und sein Verhalten zu den Furchen bei den Karnivoren. Journal für Psychologie und Neurologie 6, ss. 108-120, 1904/1906
- Physiologische Differenzen der vorderen und hinteren Centralwindung. Berliner klinische Wochenschrift 43, s. 563 (1906)
- Bemerkungen über die Fibrillogenie und ihre Beziehungen zur Myelogenie mit besonderer Berücksichtigung des Cortex cerebri. Neurologisches Centralblatt26, ss. 338-349, 1907
- Bielschowsky M, Brodmann K. Zur feineren Histologie und Histopathologie der Grosshirnrinde mit besonderer Berücksichtigung der Dementia paralytica, Dementia senilis und Idiotie. „Journal für Psychologie und Neurologie” 5 (1908)
- Die Cortexgliederung des Menschen. Journal für Psychologie und Neurologie 10, s. 231-246, 1907/1908
  - Contributions to a Histological Localization of the Cerebral Cortex. Communication: The Division of the Human Cortex. W: Broca's Region ss. 334-337, 2006 ISBN 978-0-19-517764-0
- Ueber Rindenmessungen. Centralblatt für Nervenheilkunde und Psychiatrie 31, ss. 781-798, 1908
- Die cytoarchitektonische Cortexgliederung der Halbaffen (Lemuriden). Journal für Psychologie und Neurologie 10, Ergnzngshft., 287-334 (1908)
- Antwort an Th. Kaes: Ueber Rindenmessungen. Neurologisches Centralblatt 28, ss. 635-639 (1909)
- Vergleichende Lokalisationslehre der Grosshirnrinde in ihren Prinzipien dargestellt auf Grund des Zellenbaues. Leipzig: Johann Ambrosius Barth Verlag, 1909.
  - BrodMann’s Localisation in the Cerebral Cortex, Smith-Gordon, London, UK, 1909/1994. ISBN 1-85463-028-8
  - BrodMann’s Localisation in the cerebral cortex the principles of comparative localisation in the cerebral cortex based on the cytoarchitectonics. New York: Springer 2006 ISBN 0-387-26917-7
- Feinere Anatomie des Grosshirns. W: Handb. d. Neurol. 1910 ss. 206-307
- Lokalisation der motorischen Region in der Grosshirnrinde vom anatomischen, physiologischen und klinischen Standpunkt. Münchner Medizinische Wochenschrift 58, s. 1162, 1911
- Neue Ergebnisse über die vergleichende histologische Lokalisation der Grosshirnrinde mit besonderer Berücksichtigung des Stirnhirns. Verhandl. d. anat. Gesellsch. 26, ss. 157-216 (1912)
- Neuere Forschungsergebnisse der Großhirnrindenanatomie mit besonderer Berücksichtigung anthropologischer Fragen[16]. 1913
- Neue Forschungsergebnisse der Grosshirnrindenanatomie usw. Verhandlungen Der Gesellschaft Deutscher Naturforscher Und Ärzte XXXV, pt. 1, 200-240, 1913
- Zur Neurologie der Stirnhirnschüsse. Münchner Medizinische Wochenschrift 62, s. 1120, 1915
  - to samo w: Psychiatrisch-neurologische Wochenschrift xvii, 193, 1915/1916